# Lei Kung

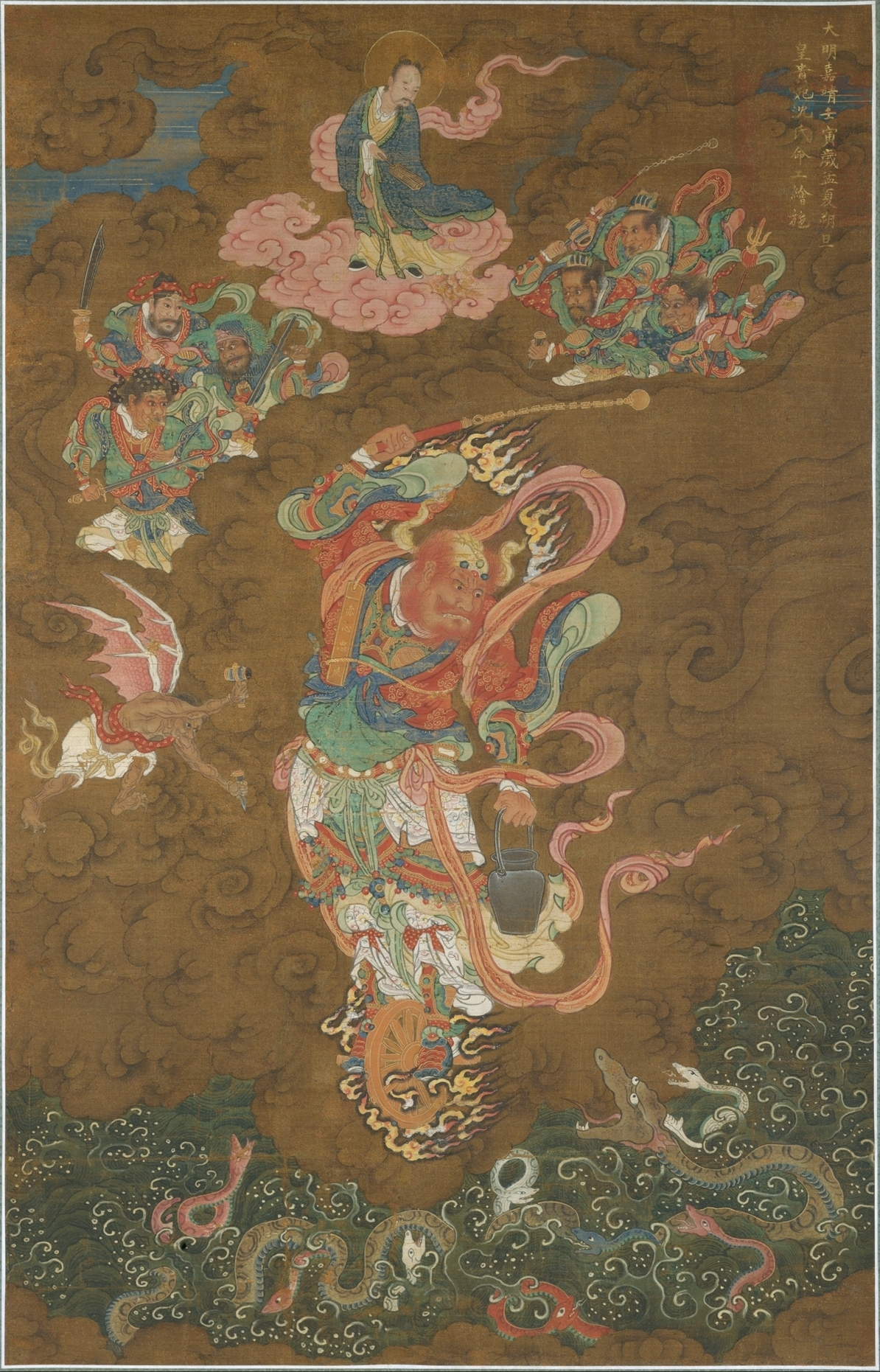
Målning föreställande Lei Gong från 1542.

Lei Kung eller Lei Gong (雷公) är i kinesisk mytologi åskans gud.
Lai Kung framställs som en extremt ful, bevingad gestalt med klohänder. Han bär på trummor med vilka han framkallar åskan. Han är gift med Tien Mu.